# مارتن إكستروم
مارتن إكستروم (بالسويدية: Martin Eugen Ekström)‏ هو عسكري وسياسي سويدي وإستوني، ولد في 6 ديسمبر 1887 في السويد، وتوفي في 28 ديسمبر 1954 في هلسنكي في فنلندا.